# Elecciones parlamentarias de Andorra de 2019
Las elecciones parlamentarias de Andorra se celebraron el 7 de abril de 2019 para elegir a los 28 escaños del Consejo General de Andorra.

## Trasfondo
Los Demócratas por Andorra obtuvieron la mayoría absoluta en las elecciones de 2015 y Antoni Martí fue reelegido Primer Ministro de Andorra. En diciembre de 2017, Josep Pintat, junto con los dos miembros de la Unió Laurediana y dos miembros de Ciudadanos Comprometidos, abandonó el grupo liberal.
Antoni Martí no puede ser reelegido, ya que la Constitución limita el cargo a dos mandatos consecutivos completos.

## Sistema electoral
Las elecciones generales se rigen por un principio de voto paralelo. Cada elector tiene que emitir dos votos en dos urnas diferenciadas: 
- Un voto es para elegir a dos consejeros por cada una de las 7 parroquias en las que se divide el país para un total de 14.

- El otro voto es para elegir 14 consejeros a nivel nacional por escrutinio proporcional.

Cada 4 años se vota en las Cortes Generales
Una misma persona no puede aparecer como candidata a una lista nacional y una de parroquial, ni tampoco en dos parroquias diferentes.

## Formación de gobierno
Xavier Espot de Demócratas por Andorra fue escogido el 15 de mayo de 2019 (38 días luego de las elecciones) como presidente del Gobierno de Andorra, el séptimo de la historia del país y el sexto desde la aprobación de la Constitución (1993). Espot fue elegido en la primera ronda de votaciones por mayoría absoluta, gracias al voto de los 11 consejeros de su partido, más  los cuatro de Liberales de Andorra y los dos de Ciudadanos Comprometidos.
Así fue como Andorra obtuvo un gobierno tripartito entre DA, L'A y CC.
Espot superó en votos al candidato socialdemócrata, Pere López, que recibió los siete votos de los consejeros de su partido. Mientras tanto, los cuatro consejeros de Tercera Vía se abstuvieron.